# Lorenzo Boturini
Lorenzo Boturini Benaducci (Sondrio, Italia, c. 1702-Madrid, España, 13 de agosto de 1755) fue un historiador, anticuario y cronista de las culturas indígenas de Nueva España, promotor del culto de Nuestra Señora de Guadalupe de México.

## Primeros años
Nacido en Sondrio en la región de la Valtelina de una familia humilde, Lorenzo Boturini, cuyo verdadero apellido era Botterini, estudió en Milán. Ambicionando una carrera política e intelectual en la corte del emperador Carlos VI de Austria, cambió su apellido por el de un antiguo linaje nobiliario del Véneto, y se inventó una genealogía acorde con él. A partir de entonces se firmó como Lorenzo Boturini Benaduci, Señor de la Torre y de Hono, caballero del Sacro Imperio Romano. Vivió en Trieste y Viena, al parecer desempeñando comisiones de segundo orden sobre materias comerciales para el gobierno austríaco. Supuestamente forzado a dejar Austria a causa de la guerra con España, Boturini se trasladó primero a través de Inglaterra hasta Portugal. Allí fracasó en sus intentos de incorporarse a la corte de Lisboa, por lo que se trasladó a España dispuesto a entrar al servicio de su monarca. Como sus gestiones en Madrid ante José Patiño, primer ministro del rey Felipe V, no daban resultados concretos, Boturini, que era muy devoto de la Virgen María, emprendió una peregrinación a Zaragoza para visitar el santuario de Nuestra Señora del Pilar. Allí trató a Manuel Codallos, un militar aragonés que había vivido en la Nueva España y le refirió interesantes noticias acerca de ese virreinato de las Indias españolas, y quien tal vez fuera el primero en hablarle de otra imagen milagrosa de la Virgen, que se veneraba a las afueras de la Ciudad de México: la de Nuestra Señora de Guadalupe. En Madrid conoció a la condesa de Santibáñez, la mayor de los tres hijos de la condesa de Moctezuma. La condesa de Santibáñez le otorgó un poder notarial para cobrar la pensión a que supuestamente era acreedora por ser descendiente del tlatoani mexica, Motecuhzoma Xocoyotzin, según los privilegios concedidos por la Corona de España a su linaje.

## Su estancia en la Nueva España
Boturini llegó a la Nueva España en febrero de 1736 a bordo del navío "Santa Rosa", de la flota del general Manuel López Pintado. No existe constancia documental de que hubiese solicitado al Consejo de Indias, como mandaban las leyes de Indias, autorización como extranjero para poder pasar a las posesiones españolas de América. Al arribar al puerto de Veracruz, el barco donde viajaba Boturini naufragó. El erudito luego atribuiría a la Virgen de Guadalupe haberse salvado de morir en el naufragio, por lo que a su llegada a la Ciudad de México visitó agradecido su santuario y de inmediato se volvió su más fiel devoto. Ya en México, se enteró de que la historia de las apariciones de la Virgen de Guadalupe al indio Juan Diego en 1531 solo era conocida por una larga tradición oral pasada por generaciones de padres a hijos, pues el primer libro impreso que se refería a ellas no había aparecido hasta 1648, es decir, 117 años después de la supuesta fecha del milagro. Lo anterior inspiró a Boturini para emprender la búsqueda de documentos históricos que probasen las apariciones de la Virgen de Guadalupe. Con ellos planeaba escribir una gran historia del culto guadalupano, que tras varios intentos quedó inconclusa.
Al mismo tiempo que buscaba las pruebas históricas del milagro, Boturini llegó a la conclusión de que los más fieles registros del mismo se debían a los indios contemporáneos al suceso, y que no habían sido atendidos por los historiadores españoles debido a su desconocimiento del sistema de escritura prehispánico, que los habitantes de la Nueva España siguieron usando durante varias décadas tras la conquista. Por lo tanto era indispensable, para lograr sus objetivos, estudiar la cultura y la escritura de esos pueblos, como medio para interpretar esos testimonios y documentos históricos. Con ese afán realizó entre 1736 y 1742 diversos viajes al interior del virreinato, adquiriendo de otros coleccionistas y acervos, así como entre los indígenas en los pueblos, documentos de toda clase, no solo sobre apariciones y hechos milagrosos, sino también sobre la historia, costumbres, calendario y religión de los antiguos habitantes de Mesoamérica, en su mayoría en copias de los siglos XVI y XVII, pero también algunos originales e impresos, en castellano, náhuatl y otras lenguas indígenas. Con el tiempo su "Museo Histórico", como llamó a su colección documental, llegó a tener alrededor de 300 piezas, según el conteo que puede establecerse a partir de los inventarios realizados desde 1743, y hasta el que él mismo publicó en 1746. Boturini comenzó así a esbozar el novedoso proyecto de una historia del México antiguo basada fundamentalmente en fuentes de procedencia indígena.
Junto con sus investigaciones históricas Boturini concibió otra empresa piadosa: coronar en una solemne ceremonia la imagen original de la Virgen de Guadalupe, conservada en su santuario a las afueras de la Ciudad de México. Para ello se dirigió al Cabildo de la Basílica de San Pedro de Roma, que tenía a su cargo la administración de un fondo piadoso dejado por el noble italiano Alessandro Sforza Pallavicini para fabricar coronas para imágenes marianas milagrosas y de gran devoción, e imponérselas mediante un ceremonial especial. En 1742 Boturini recibió contestación del Cabildo vaticano, que accedía a su petición pero le pedía solicitar la autorización de la autoridad eclesiástica de su lugar de residencia para realizar la ceremonia, y le informaba que el legado de Sforza estaba casi agotado, por lo que tendría que conseguir por su propia cuenta los recursos para efectuar la coronación. El arzobispo de México, Juan Antonio Vizarrón y Eguiarreta, se negó a conceder el permiso que Boturini le solicitaba, por considerar que había obtenido de manera irregular la aprobación del Cabildo vaticano. Por ello, y para no retrasar sus planes, Boturini decidió emprender por su cuenta una colecta pública entre los obispos, cabildos de las catedrales, ayuntamientos, nobleza y pueblo del virreinato para reunir fondos y piedras preciosas con los que pudiera fabricarse una esplendorosa corona para la Virgen, creyendo que con ello tal vez conseguiría hacer cambiar de opinión al arzobispo.
Cuando Boturini se encontraba inmerso en la organización de su colecta, llegó a hacerse cargo del gobierno de la Nueva España el virrey Pedro de Cebrián y Agustín, conde de Fuenclara. De camino a la Ciudad de México a tomar posesión, llegó a las manos de Fuenclara una de las cartas enviadas por Boturini para la recolección de limosnas para la corona de la Virgen. Al averiguar que Boturini era extranjero y que había pasado a Nueva España sin permiso, el virrey ordenó una investigación que tuvo como resultado el arresto de Boturini y la confiscación de su colección de antigüedades y manuscritos el 4 de febrero de 1743. Se le acusó de haberse introducido ilegalmente a las Indias y de haber obtenido documentos de la Santa Sede de manera subrepticia y sin el visto bueno que la Corona española daba a cualquier papel oficial enviado a sus súbditos desde la Curia Romana.

## Regreso a España, exculpación y últimos años
Tras diez meses de prisión, la averiguación sobre las actividades de Boturini dio como resultado que el historiador siempre había obrado, aunque ilegalmente, de buena fe y movido por una sincera devoción y un irreprochable deseo de conocer la historia de la Nueva España. Contrariado, el virrey ordenó que fuera deportado a España para que el Consejo de Indias lo juzgara por haber viajado sin autorización a las Indias. A pesar de sus protestas, el Museo Histórico de Boturini quedó confiscado en las oficinas de la secretaría del virreinato, por lo que el historiador debió emprender el viaje en diciembre de 1743 dejando atrás sus queridos papeles. Por desgracia, ocurría que en ese momento España y Gran Bretaña se hallaban en guerra, y el barco en que Boturini viajaba fue capturado por los ingleses en alta mar. Despojado de todo lo que le quedaba por sus captores, fue arrojado a tierra en Gibraltar, y de allí emprendió a pie el viaje hasta Cádiz, en condiciones miserables. En la capital española conoció a Mariano Fernández de Echeverría y Veytia, un joven abogado novohispano al que contagió su afición por las antigüedades mexicanas. Veytia ofreció a Boturini un lugar para vivir y apoyo financiero, y así el historiador pudo presentarse voluntariamente ante el Consejo de Indias para solicitar la reparación de su honor y la devolución de sus papeles. También se dio tiempo para publicar su Idea de una Nueva Historia General de la América Septentrional, publicado en Madrid en 1746, prospecto de la historia del México antiguo que se proponía escribir usando las fuentes indígenas originales existentes en su Museo Histórico, cuyo catálogo incluyó al final del libro para dar sustento a su proyecto. Finalmente, Boturini fue absuelto. El rey lo nombró cronista real de las Indias, y ordenó se le devolviera su colección para que pudiera escribir la historia de la Nueva España que tenía proyectada. En Madrid se dedicó a redactar la primera parte de su obra, dedicada al sistema calendárico prehispánico. Pese a que Boturini consiguió el reconocimiento y la amistad de destacados intelectuales españoles de la época, como Gregorio Mayáns, fue víctima de envidias, incomprensión e intrigas cortesanas, por lo que jamás pudo cobrar su sueldo de cronista real, y nunca se le devolvieron sus papeles. Murió en la pobreza en Madrid en 1755, dejando inconclusa su obra.
La biblioteca de la Basílica de Nuestra Señora de Guadalupe lleva en la actualidad su nombre.

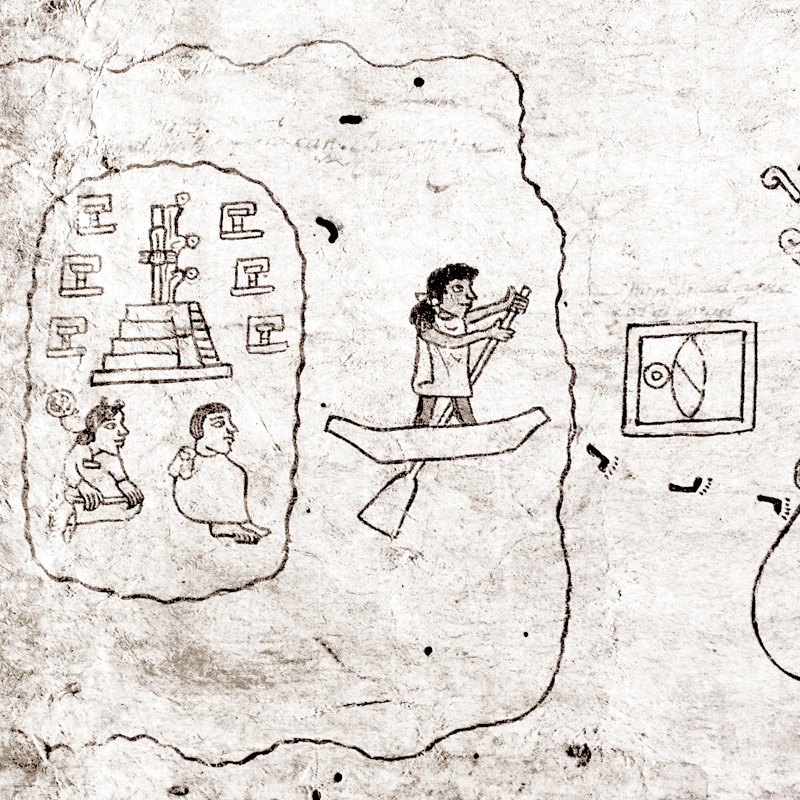
Inicio de la peregrinación mexica desde Aztlan, en la primera página de la Tira de la Peregrinación, también conocida como Códice Boturini

## La Colección Boturini
La colección fue formada entre 1736 y 1743 y sirvió de base para el proyecto de una Historia de América Septentrional. Consistía en múltiples invaluables documentos, la mayoría de origen indígena. Entre ellos estaba el Códice Ixtlilxóchitl, atribuido al texcocano Fernando de Alva Ixtlilxóchitl.
La colección fue confiscada por el virrey Pedro Cebrián y Agustín al tiempo del arresto de Boturini en 1743. Fue depositada en la oficina de la secretaría del virreinato. Los documentos fueron abandonados por años y fueron objeto de hurtos por manos desconocidas.
El virrey siguiente, Juan Francisco de Güemes y Horcasitas, cedió al anticuario Mariano Fernández de Echeverría y Veytia (el amigo de Boturini en Madrid) los documentos que había solicitado para sus propios estudios. A su muerte, estos pasaron a las manos de Antonio de León y Gama, quien a su muerte en 1802 los transmitió a sus herederos. Poco antes de ese episodio, dieciséis documentos pasaron a manos de Alejandro de Humboldt durante su visita a la Nueva España entre 1802 y 1803. Los publicó en Vues des cordillères et monuments des peuples indigènes d'Amérique. Los originales de estas piezas se encuentran en la actualidad en la Biblioteca Nacional de Alemania, en Berlín.
Parte de la colección pasó luego a manos del padre José Pichardo, un anticuario aficionado. En 1827, Joseph Alexis Aubin obtuvo otra parte de la colección constituida por variados objetos. Las posesiones de Aubin fueron vendidas a Eugène Goupil, personaje de ascendencia franco-mexicana. Este lote obra en la actualidad en los archivos de la Biblioteca Nacional de Francia, en París, bajo el nombre de Colección Aubin-Goupil.
Poco antes de la Independencia de México, el resto de la colección fue transferido a la Universidad de México, y desde entonces hasta 1823, pasaron al Conservatorio de Antigüedades. Posteriormente, el lote fue trasladado a la Biblioteca Nacional. En la actualidad obra en la Biblioteca del Museo Nacional de Antropología (México).

## Obra
- Oratio ad Divinam Sapientiam (inédito).
- Idea de una Nueva Historia General de la América Septentrional. Madrid, 1746; Ciudad de México, 1871.
- Historia general de la América Septentrional por el caballero Lorenzo Boturini Benaducci. Madrid, 1948.